# Uターン (アルバム)
『Uターン』（ユーターン）は、1978年7月25日にビクター音楽産業より発売された松田優作歌唱によるシングルEP、及びそれを表題に1978年8月25日に発売されたLPアルバムである（1997年2月21日、復刻版CD発売）。本項ではアルバム盤を詳述する。

## 概要
松田にとってデビュー2枚目のアルバムであり、東宝レコードからビクターに移籍後初の作品である。
全編曲・プロデュースを大野雄二が手掛けた。

## 収録曲
| 全編曲: 大野雄二。 |                                              |                             |          |
| #                  | タイトル                                     | 作詞                        | 作曲     |
| 1.                 | 「Uターン」                                  | 島武夫                      | 宇崎竜童 |
| 2.                 | 「ストリッパーの子守唄」                     | 井上ひさし                  | 山西道広 |
| 3.                 | 「あいつを撃つな〜広島シージャック 川藤に…」 | つのだひろ 補作詞: 松田優作 | 大野雄二 |
| 4.                 | 「日暮れの風唄」                             | 佐藤博                      | 佐藤博   |

| 全編曲: 大野雄二。 |                        |          |          |
| #                  | タイトル               | 作詞     | 作曲     |
| 1.                 | 「あさって野郎」       | 山元清多 | クニ河内 |
| 2.                 | 「ひとよ酒」           | 佐井好子 | 佐井好子 |
| 3.                 | 「うわきのブルース」   | KURO     | 西岡恭蔵 |
| 4.                 | 「心臓のハードパンチ」 | 佐藤博   | 佐藤博   |
| 5.                 | 「夏の流れ」           | 東海林良 | 大野雄二 |

## 曲解説
1. Uターン
2. ストリッパーの子守唄
3. あいつを撃つな〜広島シージャック 川藤に…
  - 1970年に発生した瀬戸内シージャック事件をテーマとした曲。「川藤」は同事件を起こし、警察官に射殺された容疑者の実名である。
4. 日暮れの風唄
5. あさって野郎
6. ひとよ酒
7. うわきのブルース
8. 心臓のハードパンチ
9. 夏の流れ
  - 映画『殺人遊戯』挿入歌

## スタッフ
- 演奏：ユー&エクスプロージョン・バンド
  - キーボード：大野雄二
    - YAMAHA CS-80、CP-70 ほか

  - ドラム：市原康
  - ベース：岡沢章
  - ギター：松木恒秀
  - パーカッション：ラリー寿永
  - サキソフォン：ジェイク・H・コンセプション
  - ほか
- 編曲：大野雄二
- プロデューサー：大野雄二、飯田則子（日本テレビ音楽）
- ディレクター：高垣健（FLYING DOG）
- エンジニア：伊豫部富治、野見山静夫
- プロダクション・コーディネーター：島田義三（日本テレビ音楽）、砂田有子、佐藤祀夫（六月劇場）、山西道広（六月劇場）
- セッション・コーディネーター：末松孝義（ユーカンパニー）
- 収録スタジオ：サウンドシティ
- 制作：日本テレビ音楽、P.M.P
- 製作・発売：ビクター音楽産業